# Metin III
Metin III ist eine osttimoresische Aldeia im Suco Bebonuk (Verwaltungsamt Dom Aleixo, Gemeinde Dili). 2015 lebten in der Aldeia 386 Menschen.

## Lage und Einrichtungen

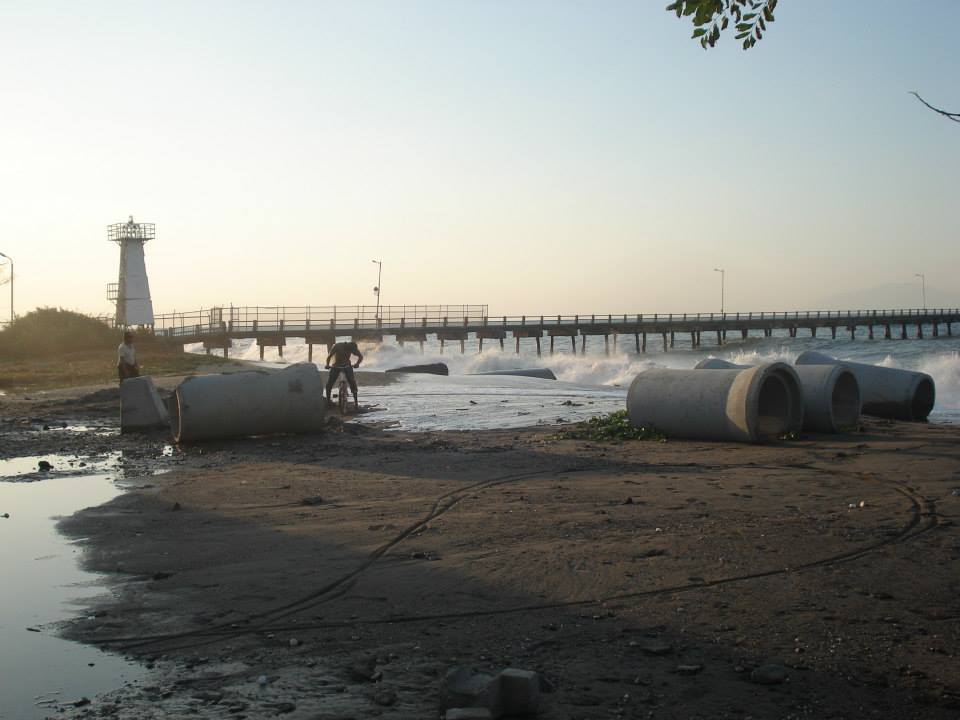
Pier von Pertamina

Metin III liegt an der Bucht von Dili, im Norden des Sucos Bebonuk. Die Aldeia bildet den Osten des eigentlichen Stadtteils von Bebonuk. Westlich liegt die Aldeia Metin II und südlich die Aldeia 20 de Setembro. Im Osten grenzt Metin III mit der  Avenida Luro Mata an den Suco Fatuhada.
Den Nordosten der Aldeia Metin III nimmt das Pertamina Erdöldepot ein, mit dem weit in das Meer hineinreichende Pertamina-Pier. Ihm gegenüber befindet sich auf der anderen Seite der Avenida Praia dos Coqueiros die Apostolische Nuntiatur. Weiter westlich liegt an der Avenida ein Fischmarkt am Strand. Außerdem hat The Asia Foundation ihren Sitz in Metin III an der Avenida Luro Mata.